# 九原区
九原区是内蒙古自治区包头市下辖的一个市辖区。原名包头市郊区，现为该市的行政中心。总面积734平方公里（包括包头稀土高新技术产业开发区实际管辖区域），区人民政府驻广场街1号。

## 历史
公元前306年，战国时期（武灵王20年）赵武灵王于轄境筑九原城。
前221年，秦始皇统一中国，设九原郡，为秦直道的北部終點。漢代時改屬五原郡，郡治位于境内麻池乡。南北朝時期，433年北魏又將其劃歸怀朔镇。
唐代曾于该地修筑受降城，此后长期被各种游牧民族统治。明中期，蒙古各部落陆续进驻河套，包头地区随后成为土默特部游牧之地。
清初属乌兰察布盟各旗游牧之地，清中期，汉人移民逐渐迁入。1809年於薩拉齊廳設立包頭鎮。民国初年，已发展成为中国西北著名的皮毛集散地和水旱码头，1924年（民国十三年）設包頭設治局。1925年（民国十四年）升格設立包頭縣。
抗戰爆發後，1938年蒙疆政府從包頭縣析置包头市，同名縣市並存。1945年日本投降後，國民政府綏遠省仍沿用該區劃。
中华人民共和国成立後未變，直到1953年撤消包頭縣改為包頭市郊区。
1960年撤销包头市郊区，所辖地域分归市内三区。
1963年恢复包头市郊区。
1999年经国务院批准，包头市郊区更名为九原区。
2008年经内蒙古自治区政府批准，九原区进行部分行政区划调整。

## 行政区划
九原区下辖4个街道办事处、3个镇、1个苏木：
沙河街道、赛汗街道、萨如拉街道、白音席勒街道、麻池镇、哈林格尔镇、哈业胡同镇和阿嘎如泰苏木。
因为九原区部分地区实际上由包头稀土高新技术产业开发区管辖，辖境现分为不相连的两部分：沙河街道、赛汗街道、白音席勒街道位于青山区和东河区之间；其余街镇共同呈L形从西南两面包围青山区和昆都仑区。

## 人口
根據第七次人口普查數據，截至2020年11月1日零時，九原區常住人口245190人。
全区户籍人口16.4万人，常住人口22万人（2015年数据）。

## 教育
自治区示范高中一所
- 包头市第三十三中学

## 知名人物
- 吕布，三国人物